# فضای حالت
در سامانه‌های پویای گسسته، یک فضای حالت (به انگلیسی: state space) مجموعه‌ای از مقادیر است که سامانه می‌تواند آن‌ها را به خود بگیرد. برای مثال در نظریهٔ صف برای شمارش افراد حاضر در صف فضای حالت مجموعهٔ {۰، ۱، ۲، ۳، ...} خواهد بود. در واقع فضای حالت همان فضای فاز است با این تفاوت که به‌جای پیوسته بودن، حالت گسسته دارد.